# Barbaspur
Barbaspur fou un estat tributari protegit del tipus zamindari, agregat al districte de Raipur a les Províncies Centrals de l'Índia sota domini britànic. Estava situat a uns 69 km al nord-oest de Raipur i format per 21 pobles amb una superfície de 111 km². La població el 1881 era de 3715 habitants. Anteriorment depenia de l'estat de Gandai.